# Psychilis dodii
Psychilis dodii är en orkidéart som beskrevs av Ruben Primitivo Sauleda. Psychilis dodii ingår i släktet Psychilis och familjen orkidéer. Inga underarter finns listade i Catalogue of Life.